# Friedrich Wilhelm Zachau
Friedrich Wilhelm Zachau eller Zachow (född 14 november 1663 i Leipzig, död 7 augusti 1712 i Halle an der Saale) var en tysk kompositör. Bland hans elever fanns Georg Friedrich Händel.

## Verklista

### Kyrkokantater
- Das ist das ewige Leben. Festo Trinitatis
- Herr, wenn ich nur dir habe. (omni tempore)
- Ich will mich mit dir verloben. F. Annunciat. Mariae
- Ruhe, Friede, Freud und Wonne. F. Pentecostes
- Vom Himmel kam der Engel Schaar. (Weinachten)
- Meine Seel' erhebt den Herrn. F. Visitat. Mariae
- Lobe den Herrn, meine Seele. (omni tempore)
- Siehe, ich bin bey euch alle Tage. F. Ascensionis Christi
- Es wird eine Rute aufgehen. F. Nativitatis Christi
- Dies ist der Tag. F. Paschatos
- Ich bin sicher und erfreut. F. Paschatos
- Nun aber giebst du, Gott. Feria I Pentecostes

### Mässor
Missa brevis super chorale: Christ lag in Todes Banden

### Kammarmusik
- Triosonat för flöjt, Bassoon and Basso continuo (F-dur)

### Orgel och klaververk
- Preludium und Fuga (C-dur)
- Preludium und Fuga (F-dur)
- Preludium und Fuga (G-dur) I
- Preludium und Fuga (G-dur) II (G Lydisk)
- Preludium und Fuga (G-dur) III
- Fuga (G-dur)
- Fantasia (D-dur)
- Capriccio (d-moll)

#### Koralförspel
- Ach Gott vom Himmel, sieh darein
- Ach Herr, mich armen Sünder
- Allein Gott in der Höh' sey Ehr'
- Allein zu dir, Herr Jesu Christ I
- Allein zu dir, Herr Jesu Christ II
- An Wasserflüssen Babylon
- Auff meinen lieben Gott
- Aus tieffer Noth laßt uns zu Gott
- Christ lag in Todes Banden
- Christ, unser Herr, zum Jordan kam
- Durch Adams Fall ist gantz verderbt
- Erbarm dich mein, o Herre Gott I
- Erbarm dich mein, o Herre Gott II
- Es ist das Heyl uns kommen her
- Herr Jesu Christ, wahr' Mensch und Gott
- Ich ruff zu dir, Herr Jesu Christ
- Jesaja, dem Propheten, das geschah
- Jesu, der du meine Seele
- Jesus Christus, unser Heylandt, der den Tod
- Jesus Christus, unser Heylandt, der von uns
- In dich hab ich gehoffet, Herr
- In dulci jubilo
- Komm, Gott Schöpffer, heiliger Geist
- Komm heiliger Geist, Herre Gott I
- Komm heiliger Geist, Herre Gott II
- Komm heiliger Geist, Herre Gott III
- Mit Fried' und Freud' ich fahr dahin
- Nun komm, der Heyden Heylandt I
- Nun komm, der Heyden Heylandt II
- Nun laßt uns Gott dem Herren
- O Jesu Christ, du höchstes Gut
- Vater unser im Himmelreich
- Vom Himmel hoch, da komm ich her I
- Vom Himmel hoch, da komm ich her II
- Warum betrübst du dich, mein Hertz
- Was mein Gott will, das g'scheh allzeit
- Wenn mein Stündlein vorhanden ist
- Wer Gott vertraut
- Wir Christen Leut'
- Wir glauben all' an einen Gott
- Wo Gott der Herr nich bey uns hält I
- Wo Gott der Herr nicht bey uns hält II

#### Koralvariationer
- Jesu, meine Freude
- Nun komm, der Heyden Heylandt